# Bourey
Bourey est une ancienne commune française du département de la Manche et la région Normandie, fusionnée à Cérences depuis le 1er janvier 1965.

## Histoire
Elle fusionne avec Cérences le 1er janvier 1965 (arrêté du 21 décembre 1964).

## Administration
| Période | Période | Identité                        | Étiquette | Qualité |
| ------- | ------- | ------------------------------- | --------- | ------- |
| 1820    | 1826    | Odet-Julien Leboucher           |           |         |
| 1826    | 1829    | Lorant Lechevalier              |           |         |
| 1830    | 1855    | Émile Odet Nicolas Leboucher    |           |         |
| 1855    | 1865    | Jean- Charles Hubert            |           |         |
| 1865    | 1870    | Jacques François Lair           |           |         |
| 1870    | 1874    | Émile Odet Nicolas Leboucher    |           |         |
| 1874    | 1879    | Jean-Charles Hubert             |           |         |
| 1879    | 1881    | Amand François Faucon           |           |         |
| 1882    | 1884    | Jacques François Lair (adjoint) |           |         |
| 1884    | 1929    | Amand François Faucon           |           |         |
| 1930    | 1943    | Alfred Faucon                   |           |         |
| 1943    | 1947    | Ferdinand Lemuet                |           |         |
| 1947    | 1953    | Eugène Follain                  |           |         |
| 1953    | 1964    | Dernard Faucon                  |           |         |

## Démographie
| 1794 | 1800 | 1806 | 1820 | 1831 | 1836 | 1841 | 1846 |
| ---- | ---- | ---- | ---- | ---- | ---- | ---- | ---- |
| 226  | 308  | 328  | 355  | 357  | 353  | 340  | 333  |

| 1851 | 1856 | 1861 | 1866 | 1872 | 1876 | 1881 | 1886 |
| ---- | ---- | ---- | ---- | ---- | ---- | ---- | ---- |
| 301  | 292  | 307  | 211  | 182  | 183  | 175  | 168  |

| 1891 | 1896 | 1901 | 1906 | 1911 | 1921 | 1926 | 1931 |
| ---- | ---- | ---- | ---- | ---- | ---- | ---- | ---- |
| 149  | 160  | 126  | 130  | 125  | 111  | 100  | 118  |

| 1936 | 1946 | 1954 | 1962 | - | - | - | - |
| ---- | ---- | ---- | ---- | - | - | - | - |
| 91   | 95   | 100  | 73   | - | - | - | - |

## Lieux et monuments

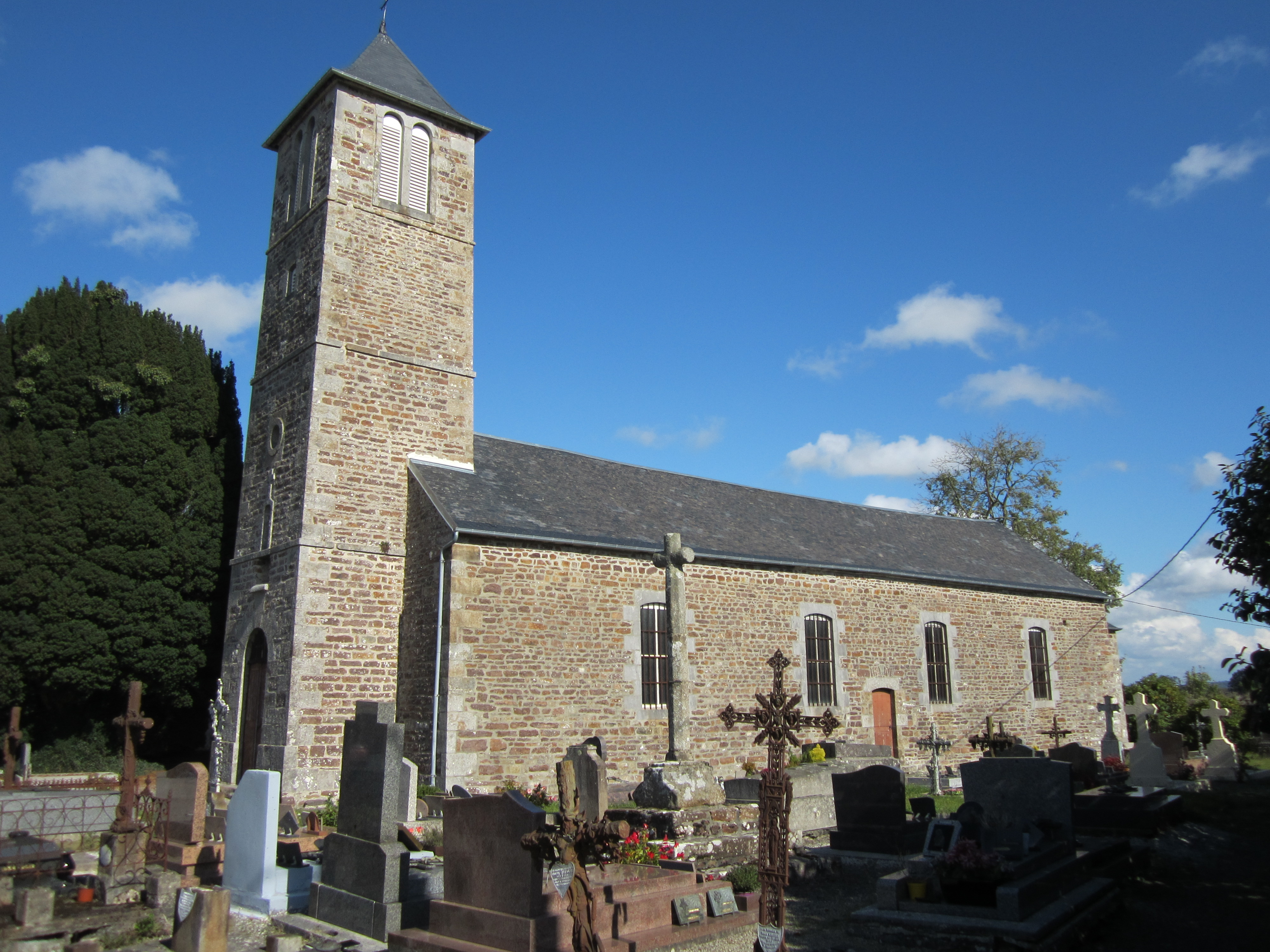
L'église Notre-Dame de Bourey.

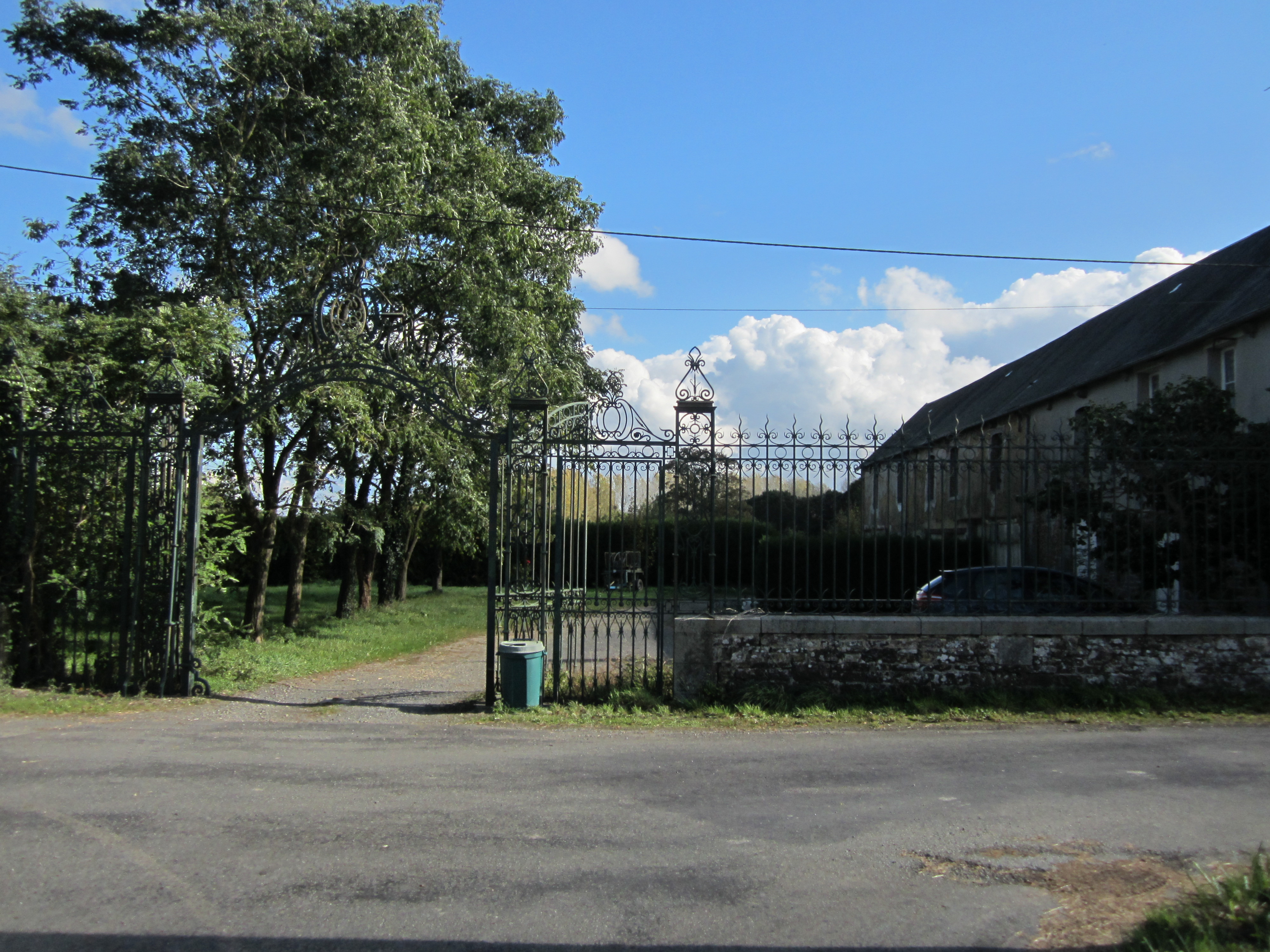
Les grilles de l'ancien château.

- Église Saint-Louis de Bourey (XVIIIe siècle)[2]. Elle abrite notamment des fonts baptismaux (XIVe), un haut-relief (XVIIe), ainsi qu'un lavabo (XVe)[2].
- Croix de cimetière (XVIe siècle)[2].
- Stèle funéraire (1844) de Jacques Vibert (1744-1826) dit Nez d'Argent sur laquelle sont énumérées ses campagnes[2]. Il participa à treize campagnes sous la Révolution et l'Empire. Un boulet lui ôta une partie du visage qu'il masqua[2].
- Château de Bourey (fin XVIIIe – XIXe siècles)[2] dont il ne reste que les grilles d'entrées en fer forgé. En mars 1806, Julien-Odet Leboucher, maire de la commune, achète la terre et le château de Bourey aux héritiers de Charles-Marie Picot de Coëthual et fait construire un nouveau château vers 1883 sur les ruines de l'ancien château fort. Passé ensuite dans diverses mains, l'armée allemande l'occupera en 1940 puis à la libération, il servit d'école d'instruction pour l'armée française. Ensuite de 1947 à 1970, il accueillit des colonies de vacances. Laissé à l'abandon, il est détruit dans les années 1980.
- Manoir de Bourey.

## Personnalités liées à la commune
- Odet-Julien Leboucher (1744-1826), né à Bourey, est un historien et avocat au Parlement de Paris. Il publia une histoire de la guerre d'indépendance de l'Amérique[2].